# 哎咕島消失的舔甜歌姬
《哎咕島消失的舔甜歌姬》（日語：エグミレガシー）是日本原創動畫，由江口拓也擔任人物原案，於2024年7月至9月在AT-X電視台和各平台播放。

## 故事大綱
在某一片海洋上，正漂浮著一座名為「EGU島」的島嶼，大家唯一的娛樂就是傾聽歌姬「世界末日」的歌聲。但自從歌姬失蹤事件發生後，島上便開始出現各種憤怒、懷疑與不安等負面情緒。為了爭奪傳說中的「EGUMI遺產」，圍繞「世界末日」的舔舔大戰就此展開。

## 登場人物
傳奇終結究極炸彈（撕裂惡魔）（聲：江口拓也）
本作假主角、臉的外貌為閃耀星星的人。擁有能將任何東西「撕裂」的怪力，但正是因為這個力量使村民的人們感到恐懼且排斥。他遠離村莊，隱居在山中。雖然他並不討厭獨自生活，但偶爾也會夢見與大家和睦相處的場景……。
世界末日（聲：青山吉能）
性格直率的活潑霜淇淋女孩。她希望能用自己喜愛的「歌聲」讓整個島嶼充滿笑容。村民們也將她視為唯一的希望並稱呼她為「歌姬」，依賴著她。然而，她的真實身分卻讓村莊陷入混亂……！
冒失鬼八兵衛（聲：齊藤壯馬）
粗心大意、臉長在下面的人。他總是從意想不到的角度搞砸事情，這已經成為了一種娛樂。村民們也樂在其中，享受著他的粗心帶來的趣味。他和黃金獵犬是青梅竹馬，經常受到對方的照顧。
黃金獵犬（聲：芹澤優）
粉紅色的狗、總是照顧粗心大意的青梅竹馬八兵衛的可靠姊姊。她那說話直率的嘴巴，不僅「氣勢」強，「咬合力」也很強。這樣的她，偶爾會展現出少女般的一面。「如果會變成那樣的戀情的話……倒不如不曾相遇過會更好……」
不速之客（聲：西山宏太朗）
本作真正的主角、性格懦弱的人，總是懷有「自己是否被邀請了？」的疑慮。身穿衣服，手上總是攜帶著一把小刀。當他脫下穿在身上的透明衣服時，會感到非常害羞，雖然那是透明的。當他丟失了透明衣服時，會變得非常慌亂並到處暴走，並利用自身小刀找尋失蹤不明的衣服，雖然那是透明的。
魔法師（村長）（聲：神尾晉一郎）
哎咕村的村長，就像附有巫師帽的街燈照亮了村莊一樣，村子的治安一直由他來守護。他也是歌姬「世界末日」的經紀製作人，但這個計畫中隱藏著某個秘密……！
被詛咒的吉他盒（聲：駒田航）'
「吉他盒無法發出吉他的聲音……這種事，誰說的！」遇到障礙就打破它的搖滾音樂家，外貌顧名思義為棕色吉他盒。然而，他的演奏只會發出如同皮革盒子摩擦的乾澀聲音。他的信念，究竟能否奏響真正的吉他聲呢……？
神之眼（聲：羽多野涉）
非常友善的生物，在村裡像寵物一樣受人喜愛。他的興趣是用觸手連接棉團，查看其內部的「樣貌」。擁有一種特殊的能力，可以將身體的一部分變形成螢幕，將棉團內的幻覺顯示出來。……但是，他只能發出「go」的聲音。
隱形跟蹤狂（聲：小林大紀）
性格內向謙遜、有三個臉的人。因為內向到過於極端，以至於他能讓自己的身體消失。他的意志只存在於左邊的臉，其他部分都是假的。是被詛咒的吉他盒的粉絲，然而……雖然他總是去看吉他盒的以及世界末日的演出，但因為是透明的，所以沒有人注意到他。
雞冠頭圓點（聲：中島良樹）
「他就是哎咕村的核心」這一點得到了村裡兩三個人的認可，他是絕對的領導者。他在森林中遇到野生的莫霍克髮型，現在正將它培養在自己的頭上，如同一般的黃色髮型。他有撿拾圓形黃色貼紙的習慣，找到後就會貼在褲子上，因此褲子上的許多圓點不是褲子本身就有的。
捲毛條紋（聲：小林大紀）
「哎咕村的頭腦」。「哎咕村的智囊團」是如此稱呼他的。頭上看起來像燙髮的物體其實是「葡萄」。在某一天，頭不小心撞到了葡萄，就黏在了他的頭上。之後某天下午突然溢出來的葡萄汁把他的褲子染成了條紋圖案。
中分格紋（聲：大倉空人）
「哎咕村的品味」，又名「哎咕村的Wi-Fi小偷」。他的髮型不是中分，而是從中分的地方長出村民的罕見類型。身穿的格紋褲子是因為便宜才買的。
村民（聲：駒田航）
一般的村民，常會因為眼前的事情而喜怒哀樂，性格直率。非常喜愛慶典活動，並將「世界末日」的演唱會視為生命意義。據說當村民們團結一致時，會產生多達「5600EGUMI公斤」的能量。
野GUMI（聲：羽多野涉）
野糞，就是野生的大便。和產下自己的人分開了10年……至今仍在尋找自己的主人。與蒼蠅有著長久的陪伴，蒼蠅的名字叫「潔癖·翔」。

## 主題曲
片尾曲P-P-P-PERO
主唱：原因は自分にある。，作曲：久下真音、Pyotr Ilyich Tchaikovsky，作詞・編曲：久下真音（SDR）
插入曲
除另有說明，作詞皆為Masa Mori，作曲皆為松野恭平。
（第1、7、9、11話）
主唱：世界末日（青山吉能）
（第5話）
主唱：被詛咒的吉他盒（駒田航）
某個夜晚的星星（第10、12話）
主唱：炸彈（江口拓也）、世界末日（青山吉能）

## 製作人員
- 角色原案：江口拓也[5]
- 導演：Masa Mori
- 劇本：Masa Mori、北野克哉
- 色彩設定、美術監督：青山沙羅
- 攝影監督：山下直樹
- 3DCG監督：奇志戒聖
- CG製作人：吉岡有人
- 音響監督：田中亮
- 音響效果：和田俊也
- 音樂：松野恭平
- 製作管理：松野佐知子、長岡有紀
- 選角經理：山內春香
- 製作人：紙谷零
- 企劃、製作：Studio Outrigger
- 製作協力：81 Produce
- 出品製作：EGUMI LEGACY Project

## 各話列表
| 話數   | 標題                         | 首播日期      |
| ------ | ---------------------------- | ------------- |
| 第1話  | 消失的歌姬                   | 2024年 7月9日 |
| 第2話  | 好想受人待見                 | 7月16日       |
| 第3話  | 撕裂惡魔                     | 7月23日       |
| 第4話  | 無法斬斷之物                 | 7月30日       |
| 第5話  | 吉他為誰而奏                 | 8月6日        |
| 第6話  | 開始行動                     | 8月13日       |
| 第7話  | 遲鈍的奇跡                   | 8月20日       |
| 第8話  | 這就是哎咕島消失的舔甜歌姬？ | 8月27日       |
| 第9話  | 不想被撕裂的時間             | 9月3日        |
| 第10話 | 某個夜晚的星星               | 9月10日       |
| 第11話 | 最後要唱的是這首歌！         | 9月17日       |
| 第12話 | 世界末日                     | 9月24日       |

## 備註
1. ↑  羚邦國際之翻譯。

## 來源
1. ↑  . エグミレガシー. 2024-06-10  [2024-07-16] （日语）.
2. ↑  . Comic Natalie. 2024-06-10  [2024-07-21]. （原始内容存档于2024-09-26） （日语）.
3. ↑  . Facebook. 2024-06-29 （中文）.
4. 1 2 3 4 5 6 7 8 9  . Comic Natalie. 2024-05-24  [2024-07-21]. （原始内容存档于2024-05-25） （日语）.
5. ↑  . エグミレガシー. 2024-06-23  [2024-07-16]. （原始内容存档于2024-07-14） （日语）.

## 外部連結
- 官方网站 （日語）
- 哎咕島消失的舔甜歌姬的X（前Twitter）